# 신세기 에반게리온 관련 용어

## 관련 용어
- 더미 플러그

무인 조종 시스템. 에바의 파일럿이 전투 불능 상태가 되었을 때를 대비하여 네르프에서 만든 것으로, 컴퓨터가 파일럿 대신 에바를 원격 조종을 하는 것이다. 단, 후반부에서 아야나미 레이를 기반으로 한 더미 시스템에 레이의 클론이 필요하다는 리츠코의 대사를 통해서 더미 시스템이 완전히 프로그램 기반이라고는 할 수 없다는 것을 알 수 있다.
- 롱기누스의 창

릴리스의 성장을 억제하기 위해 릴리스의 몸에 박혀있던 거대한 창, 시조 민족이 생명의 씨앗을 퍼뜨리면 스스로에게 대항하는 것을 막기 위해 같이 퍼뜨의 일종어 장치이다. 성서에서는 로마 제국의 군인 롱기누스가 십자가에 못박힌 예수 그리스도의 옆구리를 찌른 창으로 나온다. A.T. Field를 뚫을 수 있으며 서드 임팩트를 일으키기 위해서는 반드시 필요한 도구이나, 0호기가 우주에 떠 있던 사도를 없애기 위해서 날려보내 달의 표면에 꽂히게 된다. 이후 End of Evangelion 25화에서 양산형 에바에 의해 복제되어 아스카가 탄 2호기를 파괴하는 데 쓰인다. End of Evangelion 26화에서 폭주한 초호기에 의해 달 표면에 있던 원본이 회수되어 서드 임팩트를 일으킨다. TV 시리즈와 극장판에 등장하는 롱기누스의 창은 아담과 짝을 이루는 롱기누스의 창이며 릴리스와 짝을 이루는 롱기누스의 창은 퍼스트 임팩트의 여파로 릴리스로부터 빠져 나가 행방 불명 상태다. 즉, 롱기누스의 창은 원래 2개였다.
- 사도

제 2 사도 리리스가 아닌 제 1 사도 아담의 아이들로, 인간의 지성 대신 S2 기관으로 상징되는 무한한 생명력을 가진 존재들. 지식의 열매 대신 생명의 열매를 선택했다고 묘사된다.
- 언비리컬 케이블

에바의 전원을 공급해주는 선으로, 이것이 끊어지면 에바는 내장 전원으로 상태가 전환되고 활동하는 데 5분의 시간 제한이 생긴다. 때문에 에바의 이동 범위가 크게 제한된다는 단점이 있다. 용어의 어원은 탯줄을 가리키는 생물학 용어인 Umbilical Cord에 있다.
- 코어 (핵)

에바의 영혼이 들어 있는 기체의 중심 부분이다. 이것이 미사토나 리츠코 등이 에바가 인간이라고 주장하는 근거가 되며, 영혼을 통해 에바는 A.T. 필드를 발생시킨다. 단, 0호기의 코어에는 영혼이 포함되어 있지 않으며, 1호기와 2호기에는 각 파일럿 모친의 영혼이 들엉있1.혹는 호 아스융인의니영혼영혼 호운데 모성애 부분만이 융합되었다. -> 아스카를 버리고 인형을 아스카처럼 대한 이유)
- 플러그 슈트

에바 파일럿의 복장. 몸에 거의 부담이 없도록 설계되었으며 생명 유지 및 충격 흡수의 장점을 지니고 있다.
- S2 기관

Super Solenoid의 약자로 사도의 영구적인 에너지 원이다. 에바가 이것을 장착하면 내장 전원이 필요없게 되어 5분의 제한 시간이 없어지게 된다. 제레는 에바를 자신들의 뜻대로 컨트롤하기 위해서 에바에 S2 기관이 장착되는 것을 싫어하였으나 초호기가 폭주하여 제 14 사도 제루엘을 먹음으로써 S2 기관을 흡수해 버린다. 에바 양산기에는 S2 기관이 탑재되어 있다. (2003년 리뉴얼 판에서는 슈퍼 스파이럴 이론이라고도 나온다.)
- A.T. Field

Absolute Terror Field의 약자로 영혼을 가진 존재가 모두 갖는 마음의 벽을 의미한다. 전투 장면에서는 강력한 방어벽으로 나타나며, 웬만한 공격은 모두 막을 수 있다. A.T. Field를 발생시키는 주체가 가진 정신적인 힘에 따라 발산되는 위력이 다르다. 사도는 강력한 A.T. Field를 가지고 있으며 에바도 A.T. Field를 소유하고 있다. A.T. Field가 사라진 영혼을 갖는 존재는 생명의 기원인 LCL로 환원된다고 묘사된다.
- LCL 용액

제 2 사도 릴리스의 체액로, 정신 오염 및 신체 충격, 에바에 동화되는 것을 막아주는 일종의 쿠션 역할을 한다. 무엇보다도 에바의 파일럿에게 액체 상태에서 산소를 공급해 준다는 특징이 있다. 이후, LCL은 생명의 기원이 되는 액체이며 A.T. Field에 의해 개인 사이의 장벽이 만들어지지 않은 상태에서는 영혼을 가진 모든 생명은 LCL 상태로 존재한다는 설정이 작중에 등장한다.